# アリス・スウィート・アリス
アリス・スウィート・アリス（原題：Alice, Sweet Alice）は、1976年にアメリカ合衆国で製作されたスラッシャー映画。
アルフレッド・ソールが共同で脚本・監督を務め、リンダ・ミラー、ポーラ・シェパード、そして映画デビューを果たしたブルック・シールズが出演している。

## 概要
1961年のニュージャージー州を舞台に、妹の初聖体拝領の際に起きた残虐な殺人事件の容疑者となった思春期の少女と、その後に起きた未解決の連続殺人事件を描いている。
ニコラス・ローグ監督の『赤い影』（1973年）やアルフレッド・ヒッチコックの映画に影響を受けた監督のアルフレッド・ソールは、知人の英語教授ローズマリー・リトヴォと一緒に脚本を考案した。当時、ソールは故郷のニュージャージー州パターソンで歴史的建造物を修復する建築家として活動しており、彼が手がけたいくつかの物件が撮影場所として使われた。撮影は1975年の夏の間、パターソンとニューアークで行われた。
この映画は1976年11月にシカゴ国際映画祭で元のタイトルである「Communion」でプレミア上映され、1977年9月にロンドンでこのタイトルで公開されたが、アライド・アーティスツに買収された後、『Alice, Sweet Alice』と改題され、1977年11月18日にアメリカで公開された。1981年には、ルイ・マル監督の『プリティ・ベビー』（1978年）に出演したシールズの人気にあやかって、『Holy Terror』というタイトルで劇場用に再公開されている。
本作は公開以来、カルト的な人気を得ており、批評家の間ではスラッシャー映画の現代的な名作とみなされている。また、ホラー映画研究の分野では、特にローマ・カトリック教、子供の感情的な怠慢、アメリカの核家族の崩壊などの描写が注目されている。
その後、マスター等の紛失により長らく幻の作品となっていたが、2019年にオリジナルネガが発見され、2Kスキャンでデジタル修復された。それにより、2020年8月に日本でも初の劇場公開が実現した。

## あらすじ
ある日、カレン・スパージュという少女が殺される。両親の愛情をカレンに奪われていたと感じていた姉のアリスに疑いの目が向けられる中、黄色いレインコート姿のマスクを被った人物が人々を襲い始める。

## キャスト

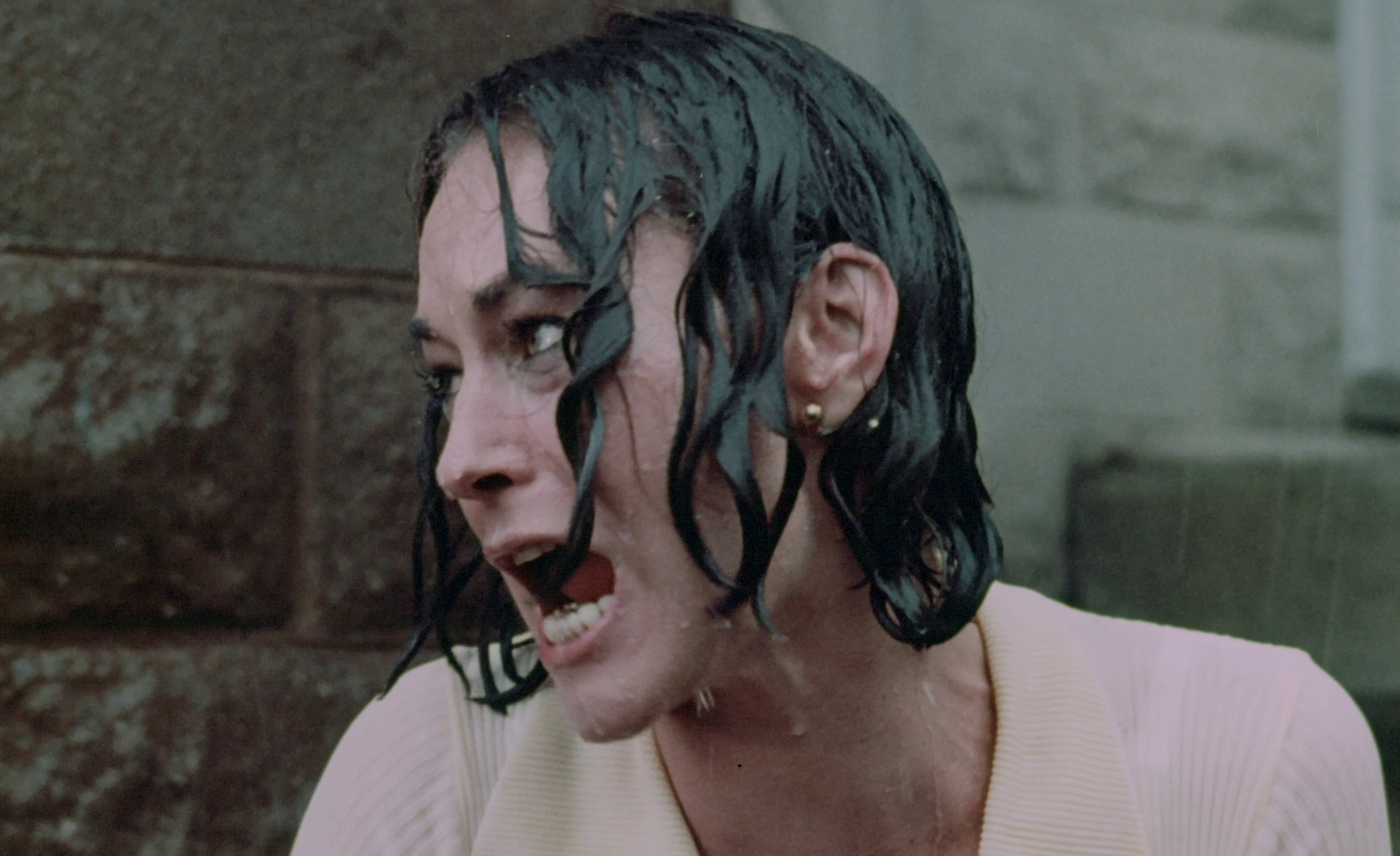
リンダ・ミラー

- リンダ・ミラー：キャサリン・スパージュ
- ミルドレッド・クリントン：トレドニ夫人
- ポーラ・シェパード：アリス・スパージュ
- ナイルズ・マクマスター：ドミニク・ドム
- ブルック・シールズ：カレン・スパージュ
- ジェーン・ローリー：アニー・デロレンツェ
- ルドルフ・ウィルリッチ：トム神父
- マイケル・ハードスターク：スピナ刑事

## 評価
『アリス・スウィート・アリス』は、公開後からカルト映画として評価されてきた。映画評論サイト「Rotten Tomatoes」では、12人の評論家のレビューをもとに、83％の支持率、平均評価は7.16/10となっている。
オールムービーのパトリック・レガーレは、本作を「不気味で印象に残るスリラー」と評し、撮影技術を高く評価し、5つ星のうち4つ半を獲得した。